# Ayuntamiento de Tarragona
El Ayuntamiento de Tarragona (en catalán: Ajuntament de Tarragona) es la institución municipal que gobierna el municipio catalán de Tarragona, en España. Es una de las cuatro administraciones públicas con responsabilidad en la ciudad de Tarragona, junto a la Administración General del Estado, la Generalidad de Cataluña y la Diputación de Tarragona.
El consistorio está presidido por el alcalde de Tarragona, que desde 1979 es elegido democráticamente por sufragio universal. Actualmente ocupa dicho cargo Rubén Viñuales, de PSC-PSOE.

## Alcaldes
| Periodo   | Nombre                                                               | Partido                                                              |
| --------- | -------------------------------------------------------------------- | -------------------------------------------------------------------- |
| 1979-1983 | Josep Maria Recasens Comes                                           | Partit dels Socialistes de Catalunya (PSC)                           |
| 1983-1987 | Josep Maria Recasens Comes                                           | Partit dels Socialistes de Catalunya (PSC)                           |
| 1987-1991 | Josep Maria Recasens Comes (1987-1989) Joan Miquel Nadal (1989-1991) | Partit dels Socialistes de Catalunya (PSC) Convergència i Unió (CiU) |
| 1991-1995 | Joan Miquel Nadal                                                    | Convergència i Unió (CiU)                                            |
| 1995-1999 | Joan Miquel Nadal                                                    | Convergència i Unió (CiU)                                            |
| 1999-2003 | Joan Miquel Nadal                                                    | Convergència i Unió (CiU)                                            |
| 2003-2007 | Joan Miquel Nadal                                                    | Convergència i Unió (CiU)                                            |
| 2007-2011 | Josep Fèlix Ballesteros Casanova                                     | Partit dels Socialistes de Catalunya (PSC)                           |
| 2011-2015 | Josep Fèlix Ballesteros Casanova                                     | Partit dels Socialistes de Catalunya (PSC)                           |
| 2015-2019 | Josep Fèlix Ballesteros Casanova                                     | Partit dels Socialistes de Catalunya (PSC)                           |
| 2019-2023 | Pau Ricomà                                                           | Esquerra Republicana de Catalunya (ERC)                              |
| 2023-act. | Rubén Viñuales                                                       | Partit dels Socialistes de Catalunya (PSC)                           |

## Resultados electorales
| Partido político                                         | 2007  | 2007   | 2007       | 2011  | 2011   | 2011       | 2015  | 2015   | 2015       | 2019  | 2019   | 2019       | 2023  | 2023   | 2023       |
| Partido político                                         | %     | Votos  | Concejales | %     | Votos  | Concejales | %     | Votos  | Concejales | %     | Votos  | Concejales | %     | Votos  | Concejales |
| Partit dels Socialistes de Catalunya (PSC)               | 40,69 | 20 366 | 13         | 38,81 | 17 826 | 12         | 28,49 | 14 486 | 9          | 23,43 | 13 336 | 7          | 27,55 | 13 123 | 9          |
| Esquerra Republicana de Catalunya (ERC)                  | 7,87  | 3938   | 2          | 4,17  | 1914   | 0          | 11,73 | 5963   | 4          | 22,62 | 12 872 | 7          | 18,77 | 8940   | 6          |
| Partit Popular de Catalunya (PP)                         | 13,94 | 6976   | 4          | 21,57 | 9917   | 7          | 11,45 | 5823   | 4          | 6,26  | 3561   | 2          | 13,94 | 6638   | 4          |
| Vox                                                      | —     | —      | —          | —     | —      | —          | —     | —      | —          | 2,95  | 1681   | 0          | 10,57 | 5035   | 3          |
| Junts per Catalunya (JxC)-Convergència i Unió (CiU)      | 23,61 | 11 819 | 8          | 21,60 | 9920   | 7          | 10,92 | 5555   | 3          | 11,09 | 6309   | 3          | 8,65  | 4199   | 3          |
| En Comú Podem (ECP)-Iniciativa per Catalunya Verds (ICV) | 4,87  | 2439   | 0          | 5,39  | 2602   | 1          | 5,64  | 2869   | 1          | 8,05  | 4579   | 2          | 6,05  | 2881   | 2          |
| Candidatura d'Unitat Popular (CUP)                       | —     | —      | —          | 2,39  | 1099   | 0          | 8,22  | 4182   | 2          | 6,35  | 3615   | 2          | 4,95  | 2361   | 0          |
| Ciutadans (CS)                                           | 3,83  | 1917   | 0          | 1,80  | 827    | 0          | 14,27 | 7257   | 4          | 14,70 | 8364   | 4          | 1,66  | 792    | 0          |

## Evolución de la deuda viva municipal
El concepto de deuda viva contempla sólo las deudas con cajas y bancos relativas a créditos financieros, valores de renta fija y préstamos o créditos transferidos a terceros, excluyéndose, por tanto, la deuda comercial.
| Gráfica de evolución de la deuda viva del Ayuntamiento entre 2008 y 2023                            |
| |
| Deuda viva del Ayuntamiento de Tarragona, en miles de euros, según datos del Ministerio de Hacienda |